# Circolo Golf e Tennis Rapallo

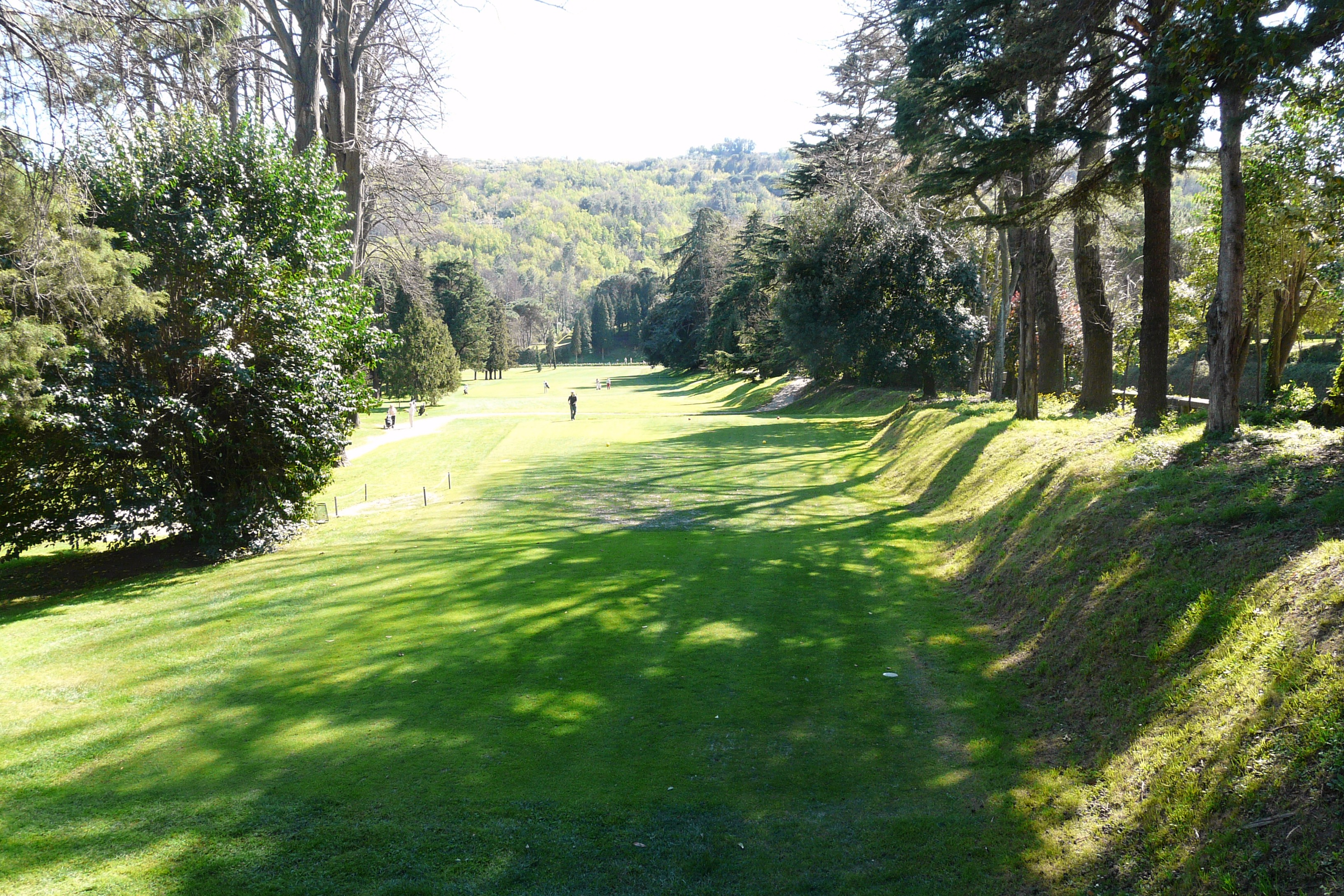
Buca 3

Il Circolo Golf e Tennis Rapallo è un campo da golf sul golfo del Tigullio situato a Rapallo. Fondato nel 1931 come campo da 9 buche, è stato uno dei primi campi da golf in Liguria. Il circolo è noto anche per la figura di Nicolò Ravano. Il circolo Golf Rapallo è il primo campo da golf in Italia abilitato alla accoglienza delle persone disabili e detentore di diversi premi come il "seminatore d'oro", "la stella d'argento e la "Stella d'oro".

## Storia
Il Circolo Golf e Tennis Rapallo nasce nel 1931 a Rapallo.
Nel 1929 iniziarono le costruzioni del campo, il progetto era quello di costruire un campo di 9 buche di una lunghezza complessiva di oltre 2500 metri di fianco al fiume Boate, La località del campo( Rapallo è sul Mar Mediterraneo quindi il clima è principalmente mite e la sera c è molta umidità) ha favorito una crescita di una ricca vegetazione composta da: tigli, platani, acacie e altre specie più tropicali come per esempio le palme.
Nel 1933 il circolo aprì e si iniziò a giocare.
L'attività agonistica ebbe inizio nel 1933.
Il Circolo venne nominato campione d'Italia nel 1934 e nel 1935 e gli sono stati conferiti molti premi come "La stella d'Argento e "La Stella D'oro".
Il Circolo nel corso degli anni divenne sempre più visitato ed ebbe sempre più soci iscritti infatti nel 1970 iniziarono i lavori di ampliamento del campo; Per costruire le seconde nove il fiume Boate venne deviato e la paludi circostanti vennero bonificate.I lavori durarono un anno quindi fino al 1971 quando Il circolo venne riaperto.

## Tornei
Presso il Circolo Golf Rapallo si svolge il Trofeo del Tigullio, gara nazionale su 54 buche, valida per l'ordine di merito dell'attività agonistica della Federazione Italiana Golf.
Tra le gare in calendario figura anche il torneo Cuore d'oro, organizzato annualmente a partire dal 1997.

## GT School Club dei Giovani
Il Circolo Golf Rapallo ha aderito al progetto della Federazione Italiana Golf di istituire un club dei giovani al interno del circolo. Negli anni successivi alla aderenza al progetto il circolo ha riscontrato molti successi come per esempio a metà degli anni cinquanta il circolo venne premiato con il seminatore d'oro per attenzione e risultati nella attività giovanile.
Attualmente il circolo ha due squadre agonistiche una femminile e una maschile.